# 杜塞尔多夫大区
杜塞尔多夫大区（德語：Gau Düsseldorf）是納粹德國於 1933 年至1945年間在普魯士萊茵省杜塞爾多夫地區的一個行政區劃。在此之的1930年到1933年，杜塞尔多夫大区是納粹黨在該地區的區域分部。